# گل گندم (سرده)
گل گندم (سرده) (نام علمی: Centaurea) نام یک سرده از تیره کاسنیان است.
این جنس در ایران ۷۴ گونه گیاهی علفی یک ساله و چندساله دارد